# Marek Baraniecki
Marek Baraniecki (Gliwice, Polônia, 16 de Junho de 1954) é um escritor polonês de ficção científica. É graduado em Engenharia Ambiental.
Em 1985, publicou uma coleção de contos Głowa Kasandry, e pelo romance com o mesmo título foi dado o prêmio Janusz A. Zajdel Award. 
Fez pós-graduação da Universidade de Tecnologia da Silésia e,por vários anos, ele trabalhou como engenheiro ambiental antes de cometer-se ao jornalismo e a escrita. Sua estreia literária foi com o conto Karlgoro godzina 18, publicado pela revista Fantastyka.
A mais conhecida de suas obras é um romance intitulado Głowa Kasandry(Cabeça de Cassandra), publicado pela primeira vez em 1985 e, instantaneamente, premiado com o Prêmio Janusz A. Zajdel. Situado em um mundo pós-apocalíptico, em 2004, voi votado pelos leitores da Gazeta Wyborcza um dos sete melhores romances pós-apocalípticos de todos os tempos, ao lado das obras de Jack London, Herbert Wells e Stephen King. 
Atualmente Głowa Kasandry está sendo preparado para o cinema sob o título de trabalho "Cassandra". 